# アドリアン・イリエ
アドリアン・イリエ（Adrian Ilie、1974年4月20日 - ）は、ルーマニア・ブラショフ出身の元同国代表のサッカー選手。ポジションはFW。
弟のサビン・イリエも元サッカー選手である。

## 経歴
1991年にFCエレクトロプテレ・クラヨーヴァで選手キャリアをスタートすると直ぐに頭角を現し、1992年には30試合出場12得点を記録した。翌1993年にはステアウア・ブカレストへ移籍、同年にはルーマニア代表入りを果たした。
ステアウア・ブカレストの国内リーグ4連覇に貢献すると、母国の英雄であるゲオルゲ・ハジ率いるガラタサライSKへ移籍。そこでの活躍により1997-98シーズン途中にはスペインのバレンシアCFへと当時のルーマニア選手の移籍金最高額で引き抜かれた。スペインではシーズン途中からの加入にも関わらず、ゴールを量産。アルゼンチンのクラウディオ・ロペスやアリエル・オルテガと共にカウンターアタックの一翼を担った。鋭いドリブルやスルーパス、予測不能のタイミングでのシュートなどから「コブラ」の愛称で親しまれた。
フランスW杯グループリーグ初戦のコロンビア戦ではベストゴールの一つとも言われるチップキックシュートを決め、1-0の勝利に貢献した。第2戦のイングランド戦では、前半の半ばに右サイドのペナルティエリア外、ゴールまで約30m〜40mの距離からループシュートを放ち、イングランドゴールを脅かした。
所属クラブでは監督との確執、2000年問題に備えての練習不参加などの不可解な行動や、新戦力の補強により出場機会も減って行ったがサポーターと地元メディアはイリエを起用しない首脳陣に対し才能の買い殺しであるとイリエへの賛辞を送った。EURO2000でもルーマニア代表のエースとして活躍したがドイツ戦での不可解なイエローカード等があり、ベスト4を賭けたイタリア戦には出場出来なかった。
怪我がちなことも重なりクラブ然り代表然りと出場機会が減っていたが、不運は続いた。2001-02シーズンの優勝がかかった大事なレアル・マドリードとの一戦でイリエのゴールがオフサイドと判定されたことがあった。後にこのゴールは誤審であったと審判団も認めたが、時既に遅くこの一戦に敗れたバレンシアはシーズン優勝をレアル・マドリードに奪われた。そしてイリエ自身もバレンシアとの契約延長はなかった。
中心選手として期待され、デポルティーボ・アラベスと契約するが怪我の再発などによりトップコンディションを維持する事は出来なかった。そしてクラブも2部へと降格。翌シーズンは所属クラブすら失い、28歳の若さにして浪人となる。長期のブランクを経てトルコのベシクタシュへ移籍すると、2003年UEFA杯での古巣バレンシア戦では健在ぶりをみせた。
しかし薬物使用により2004年11月に所属クラブを解雇され7ヶ月間の浪人となっていた。また前述のトラブル等でルーマニア代表からは遠ざかっていたが、2005年2月国際親善試合スロバキア戦で復帰を果たした。
2004年、アドリアン・イリエはスイス・スーパーリーグのFCチューリッヒで背番号10を背負い活躍をしたが、長年苦しんできた怪我が慢性化したことも繋がり、2005-06シーズン前に31歳で引退という結果となった。
2009年2月25日チェチェンのクラブFCテレク・グロズヌイで現役復帰を果たす予定だったが、メディカルテストに引っ掛かり、入団は取り消しになった。

## 代表歴

### 出場大会
- ルーマニア代表
  - 1998 FIFAワールドカップ

### 試合数
- 国際Aマッチ 55試合 13得点（1993年-2005年）[2]

| ルーマニア代表 | 国際Aマッチ | 国際Aマッチ |
| 年             | 出場        | 得点        |
| -------------- | ----------- | ----------- |
| 1993           | 1           | 0           |
| 1994           | 0           | 0           |
| 1995           | 0           | 0           |
| 1996           | 9           | 1           |
| 1997           | 6           | 1           |
| 1998           | 11          | 6           |
| 1999           | 6           | 2           |
| 2000           | 5           | 1           |
| 2001           | 9           | 2           |
| 2002           | 4           | 0           |
| 2003           | 2           | 0           |
| 2004           | 0           | 0           |
| 2005           | 2           | 0           |
| 通算           | 55          | 13          |